# ولکاپرودرسدورف
ولکاپرودرسدورف (به آلمانی: Wulkaprodersdorf) یک منطقهٔ مسکونی در اتریش است که در ناحیه آیزنشتات-اومگه‌بونگ واقع شده‌است. ولکاپرودرسدورف ۱٬۸۷۰ نفر جمعیت دارد.